# Hymenogramme javensis
Hymenogramme là một chi nấm thuộc họ Polyporaceae. Là một chi đơn loài, nó chứa loài duy nhất Hymenogramme javensis.